# Andorra (Teruel)

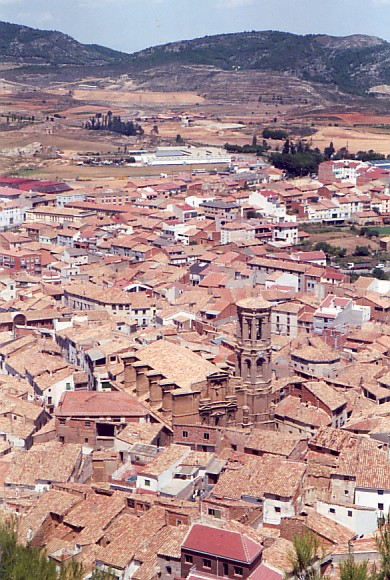
Panoramaansicht von Andorra

Andorra ist eine Gemeinde in der Provinz Teruel in der Autonomen Region Aragón in Spanien. Sie liegt in der Comarca Andorra-Sierra de Arcos und hatte 2024 7.258 Einwohner. Damit stand sie von der Einwohnerzahl in der Provinz an dritter Stelle (hinter Teruel und Alcañiz).

## Geschichte
In der Nähe des Orts lag die heute unter dem Namen Poblado de El Cabo bekannte iberische Siedlung aus dem 5. vorchristlichen Jahrhundert. Andorra wird urkundlich erstmals 1149 anlässlich seiner Eroberung durch Ramón Berenguer IV. von Barcelona von den Mauren genannt. Andorra war zunächst ein Viehzuchtzentrum des rund 20 km nördlich gelegenen Albalate del Arzobispo und wird als solches auf einen (nicht näher zu identifizierenden) Heiligen Makarius (San Macario) zurückgeführt. Für die Unterstützung bei der Eroberung von Valencia erhielt Andorra von König Jakob I. (Aragón) den Titel Muy Noble Villa.

## Bevölkerung
| 1900  | 1920  | 1940  | 1960  | 1981  | 1991  | 1996  | 2001  | 2004  | 2009  |
| ----- | ----- | ----- | ----- | ----- | ----- | ----- | ----- | ----- | ----- |
| 2.510 | 3.014 | 2.978 | 7.795 | 8.167 | 8.680 | 8.282 | 7.816 | 7.883 | 8.403 |

## Wirtschaft

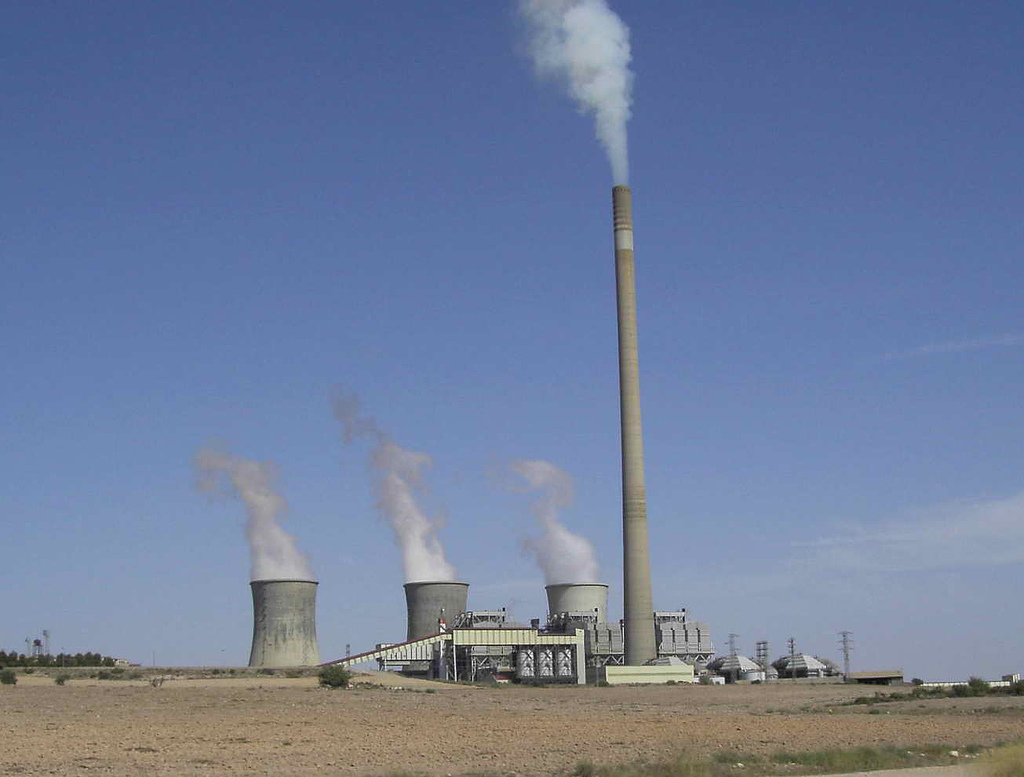
Das Kraftwerk Teruel

Während in der Vergangenheit die Landwirtschaft (Ackerbau und Viehzucht) vorherrschte, gewann ab 1950 der Abbau von Braunkohle (Lignit) zunehmende Bedeutung, der ab 1980 im Tagebau durchgeführt wurde. In Andorra entstand daraufhin das Kraftwerk Teruel, ein Wärmekraftwerk mit 1050 Megawatt Leistung und mit einem 343 m hohen Kamin.

## Sehenswürdigkeiten

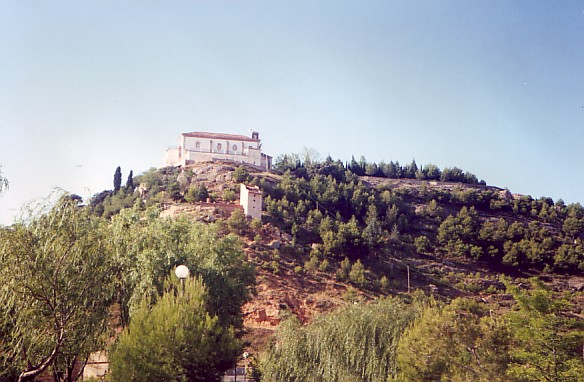
Einsiedelei San Macario

- Kirche Natividad de Nuestra Señora
- Einsiedelei Virgen del Pilar
- Einsiedelei und Park von San Macario